# Hochheimer Stielweg
Der Hochheimer Stielweg ist eine Rheingauer Weinlage im Gebiet der Stadt Hochheim am Main. Sie gehört zur Großlage Daubhaus im Weinanbaugebiet Rheingau.

## Namensursprung
Der Name dieser 26 Hektar großen Lage leitet sich vom mittelhochdeutschen Begriff stigel für Steig oder steiler Pfad ab.

## Weinlage
Auf den Lösslehmböden mit Lössen und mit kiesigen und sandigen tertiären Mergeln dieses Weinbergs wachsen Weinreben, aus denen Weine mit einer geschmeidigen Säure gekeltert werden.